# Città di fango
Città di fango (Mud City), è un libro della scrittrice canadese Deborah Ellis. 
Il libro fa parte della cosiddetta "trilogia di Parvana" e come gli altri due (Sotto il burqa e Il viaggio di Parvana) è ambientato nell'Afghanistan dominato dai Talebani.

## Trama
In questo libro la protagonista è Shauzia l'amica di Parvana (protagonista negli altri due libri). Shauzia vive in un campo profughi fatto di fango (da cui il titolo) in Pakistan, dal quale decide di scappare e di trovare rifugio nella città di Peshawar, non lontano dal campo. Lì svolge dei duri lavori, per i quali è costretta a travestirsi da maschio (per trovare lavoro più facilmente).
Shauzia viene ospitata, in seguito, da una famiglia americana benestante, ma, poco dopo, è costretta a tornare al campo profughi. La signora Weera, che vive nel campo, conosciuta già a Kabul, parte per tornare in Afghanistan, Paese natale; Shauzia decide , travestita da maschio, di aiutarla nel viaggio abbandonando, per il momento, il proprio sogno: raggiungere la Francia.

## Edizioni
- Deborah Ellis, Città di fango, traduzione di Claudia Manzolelli, collana Ragazzi/Storie vere, Bruky, 2004,  p. 160, ISBN 88-451-0144-4.